# Hunkovići
Hunkovići su naseljeno mjesto u općini Čajniču, Republika Srpska, BiH. Nalaze na istočnoj obali rijeke Radojne, kod ušća Suhodanjske rijeke u Radojnu.
Godine 1985. pripojena su im naselja Brajnovići, Paravci, Skorupani, Slatina i Suhodanj (Sl.list SRBiH, br.24/85).

## Stanovništvo
| Narod     | Popis 1961. | Popis 1971. | Popis 1981. | Popis 1991. |
| --------- | ----------- | ----------- | ----------- | ----------- |
| Hrvati    |             |             |             |             |
| Muslimani | 69          | 53          | 34          | 63          |
| Srbi      | 3           |             | 3           | 25          |
| ostali    | 1           |             | 1           |             |
| Ukupno    | 73          | 53          | 38          | 88          |